# クリス・ブラッシャー
クリス・ブラッシャー、クリストファー・ブレーシャー（Christopher William "Chris" Brasher、1928年8月21日 - 2003年2月28日）は、イギリスの陸上競技選手。1956年メルボルンオリンピックの金メダリストである。南米のガイアナ、ジョージタウン出身。妻は1957年全仏選手権女子シングルス優勝者になったテニス選手のシャーリー・ブルーマーである。
ブラッシャーは、1954年5月6日、オックスフォード大学イフリー・ロードのトラックで行われた1マイルのレースで、ロジャー・バニスターのペースメーカーを務めた。ブラッシャーは、最初の2周を引っ張り、友人のクリス・チャタウェイが3周目を引っ張ったレースで、バニスターは3分59秒4を記録し、人類史上初の3分台を達成することができた。
ブラッシャーは、2年後の1956年にメルボルンオリンピックに出場。3000m障害に出場し、8分41秒2のタイムで1着でゴール。この直後、3着に入ったノルウェーのエルンスト・ラルセンから、ブラッシャーに妨害されたと申し立てられ、ブラッシャーは失格と判定されてしまう。しかし、翌日に調査を行った結果、そのような事実はなく、ブラッシャーの金メダルが復活した。
ブラッシャーは、イギリスにおけるオリエンテーリングの普及に携わった人物の一人でもある。1957年には、イギリスの新聞「オブザーバー」で初めてオリエンテーリングについて紹介した。
その後はスポーツジャーナリストとして活躍。1981年から始まったロンドンマラソンの創設に尽力した。

## 主な実績
| 年   | 大会                 | 場所                           | 種目      | 結果 | 記録      |
| ---- | -------------------- | ------------------------------ | --------- | ---- | --------- |
| 1951 | 国際学生スポーツ週間 | ルクセンブルク(ルクセンブルク) | 1500m     | 2位  | 3分54秒0  |
| 1951 | 国際学生スポーツ週間 | ルクセンブルク(ルクセンブルク) | 5000m     | 1位  | 15分07秒6 |
| 1952 | オリンピック         | ヘルシンキ(フィンランド)       | 3000m障害 | 11位 | 9分14秒0  |
| 1956 | オリンピック         | メルボルン(オーストラリア)     | 3000m障害 | 1位  | 8分41秒35 |